# Добжинь (Вармінсько-Мазурське воєводство)
Добжинь (пол. Dobrzyń, нім. Gutfeld) — село в Польщі, у гміні Нідзиця Нідзицького повіту Вармінсько-Мазурського воєводства.
Населення — 119 осіб (2011).
У 1975-1998 роках село належало до Ольштинського воєводства.

## Демографія
Демографічна структура станом на 31 березня 2011 року:
|          | Загалом | Допрацездатний вік | Працездатний вік | Постпрацездатний вік |
| -------- | ------- | ------------------ | ---------------- | -------------------- |
| Чоловіки | 62      | 9                  | 45               | 8                    |
| Жінки    | 57      | 8                  | 30               | 19                   |
| Разом    | 119     | 17                 | 75               | 27                   |